# Zsa Zsa Gábor
Zsa Zsa Gábor (Boedapest, 6 februari 1917 – Bel Air, Los Angeles (Californië), 18 december 2016), geboren als Sári Gábor, was een Hongaars-Amerikaans actrice. Zij en haar twee zusters, Magda (1915–1997) en Eva (1919–1995), stonden vooral bekend om hun schoonheid, en niet zozeer om hun acteerprestaties. Zsa Zsa was daarenboven ook bekend vanwege haar negen huwelijken, haar liefde voor juwelen en haar scherpe tong.

## Persoonlijk leven
Zsa Zsa Gábor werd geboren als Sári Gábor in Boedapest, als middelste van de drie dochters van Vilmos Gábor (1884–1962), een soldaat, en Jolie Gábor (1896–1997). Haar oudste zuster Magda was een socialite en haar jongere zus Eva was actrice en zakenvrouw. Gábors moeder, Jolie, was van Joodse komaf en kon Hongarije maar ternauwernood ontvluchten toen de nazi’s in 1944 Boedapest binnenvielen. Gábors grootouders zijn tijdens een bombardement om het leven gekomen.
In 1934 werd ze ontdekt door Richard Tauber, die  haar een rol aanbood  in zijn operette Der Singende Traum in het Theater an der Wien. Het was haar eerste acteerervaring. In 1936 werd ze gekroond tot Miss Hongarije. In 1941 emigreerde ze naar de Verenigde Staten.
Gábor is in totaal negen keer gehuwd geweest. Zeven huwelijken eindigden in een scheiding, één huwelijk werd nietig verklaard. Het laatste huwelijk hield stand:
- 1937: Burhan Belge. Zij scheidden in 1941.
- 1942: Conrad Hilton. Een dochter: Francesca Hilton (1947–2015). Scheiding in 1947. Gábor had tijdens dit huwelijk seks met haar stiefzoon, Nicky Hilton die later zou trouwen met Elizabeth Taylor.
- 1949: George Sanders. Ze scheidden in 1954, waarna hij in 1970 met haar zus Magda trouwde. Dit huwelijk hield slechts 6 weken stand. Uiteindelijk pleegde hij in 1972 zelfmoord.
- 1964: Herbert Hunter. Scheiding in 1966.
- 1966: Joshua S. Cosden jr. Scheiding in 1967.
- 1975: Jack Ryan. Hij was uitvinder en wordt geassocieerd met de Barbiepop. Hun wegen scheidden zich in 1976.
- 1977: Michael O'Hara. Scheiding in 1982.
- 1983: Felipe de Alba (13 tot 14 april 1983). Nietig verklaard omdat degene die het huwelijk voltrok, daartoe niet bevoegd was.
- 1986: Frédéric Prinz von Anhalt. Hij is geen prins, maar verkreeg deze naam door zich tegen betaling te laten adopteren door prinses Marie Auguste van Anhalt. "Prinz von Anhalt" is derhalve een achternaam en geen titel. Samen met Frédéric heeft Gábor vier mannen geadopteerd: Marcus Prinz von Anhalt (geboren als Marcus Eberhardt), Oliver Prinz von Anhalt (geboren als Oliver Bendig); Michael Prinz von Anhalt (geboren als Michael Killer); en Markus Maximilian Prinz von Anhalt.

Gábor was een van de vele Hollywoodsterren die tijdens een enorme bosbrand in 1961 haar huis, en daarmee al haar bezittingen verloor.
In 1974 kocht Gábor haar laatste woning in Bel Air, Los Angeles, Californië van Elvis Presley die er woonde in de jaren dat hij in Hollywoodfilms speelde. Het huis werd in de jaren 50 gebouwd door de steenrijke Howard Hughes. Het is beroemd om het fenomenale uitzicht over Los Angeles, de bergen en de oceaan.

## Films

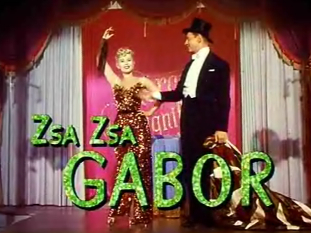
Zsa Zsa Gábor in Lili trailer

De films waarin ze verscheen zijn onder andere:
- Moulin Rouge (1952) – Jane Avril
- Lili (1953) – Rosalie
- The Girl in the Kremlin (1957) – dubbelrol
- Touch of Evil (1958) – eigenares van een stripclub
- Queen of Outer Space (1958) – Queen

Ze speelde hierna nog meer rollen, maar de kwaliteit daarvan ging achteruit. Haar latere carrière was die van een VIP in plaats van een actrice.
Vanaf de jaren 60 had ze vooral cameo's in films en was zij frequent te gast in talkshows.

## Zsa Zsa-citaten
- Toen haar gevraagd werd hoeveel echtgenoten ze had gehad, zei ze: "Anders dan die van mezelf, bedoel je?".
- "I don't take gifts from perfect strangers — but then, nobody is perfect."
- "Ik heb nog nooit een man zo gehaat dat ik hem zijn diamanten teruggaf."
- "I'm an excellent housekeeper: every time I get a divorce, I keep the house."
- "These are just my working diamonds."
- "When you get married and get divorced, you must give back the ring, but keep the stone."
- "Darling" (zo noemde ze iedereen, omdat ze, naar eigen zeggen, de namen niet onthield.)

## Trivia

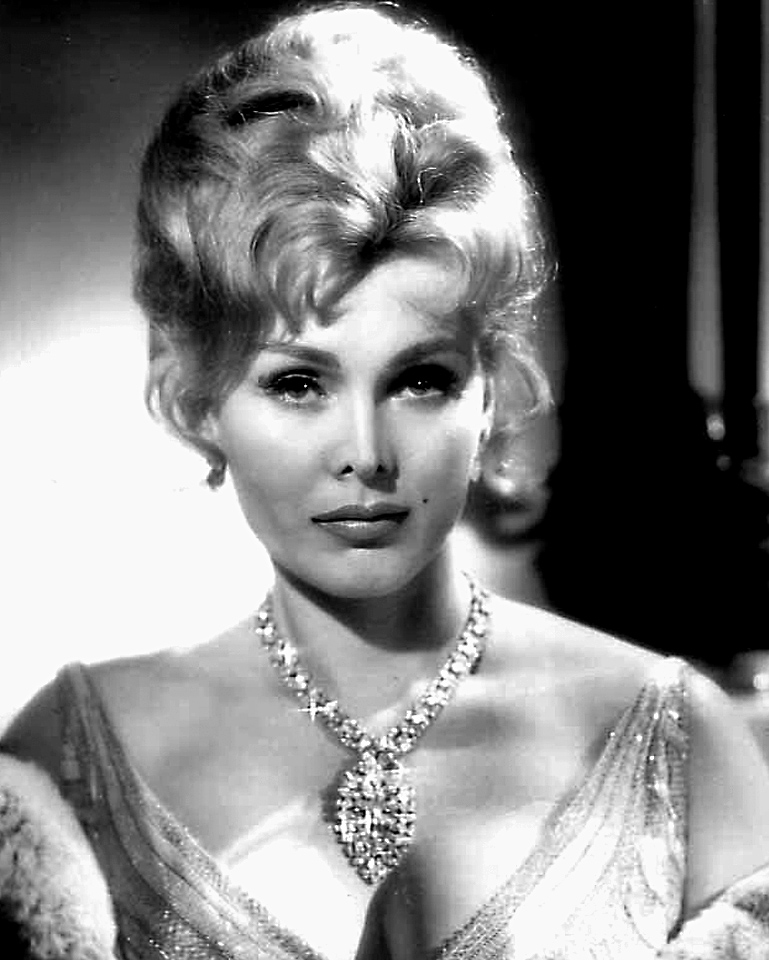
Zsa Zsa Gábor (1959)

- In 1981 speelde ze een bijrol in de televisiesoap As the World Turns.
- In 1989 werd Gábor ervan beschuldigd dat ze een politieagent in Beverly Hills had aangevallen toen ze staande werd gehouden voor een verkeersovertreding. Ze werd schuldig bevonden in een rechtszaak die veel publieke belangstelling trok. Gábor moest drie dagen in de gevangenis doorbrengen en kreeg daarnaast een werkstraf.
- Ze verklaarde de uitspraak niet serieus te kunnen nemen aangezien de jury niet uit mensen uit de filmwereld bestond.
- Tijdens de rechtszitting liet ze zich bijstaan door haar kapper.
- In The Naked Gun 2½: The Smell of Fear speelde ze een scène waarbij ze een stoplicht sloeg. Dit was een knipoog naar bovenstaande aanvaring met de agent.
- Gábor vervulde haar werkstraf bij het Vera Davis McClendon Youth & Family Center in Venice, Los Angeles. Gábor droeg deze instelling voor arme en dakloze mensen zo'n warm hart toe dat zij hun sedertdien ieder jaar met Thanksgiving 300 kalkoenen schonk.

## Gezondheid
Op 27 november 2002 was zij betrokken bij een auto-ongeluk. Door dit ongeluk raakte zij deels verlamd en aan een rolstoel gekluisterd. In 2005 kreeg Gábor een beroerte. Op 17 juli 2010 viel Zsa Zsa uit haar bed terwijl zij naar een aflevering van Jeopardy! lag te kijken. Ze brak onder andere haar heup en werd opgenomen in het ziekenhuis voor een heupoperatie. Haar gezondheid ging zienderogen achteruit na het optreden van twee opeenvolgende bloedklonters. Op 17 augustus werd Gábor ontslagen uit het ziekenhuis om – naar het scheen – de laatste dagen van haar leven door te brengen en thuis te sterven. Ze kreeg op haar eigen verzoek ook de laatste sacramenten toegediend. Op 31 augustus 2010 werd zij door haar man thuis bewusteloos aangetroffen, waarna zij weer in het ziekenhuis terechtkwam. Ze zou naar verluidt nergens meer op reageren. Maar op 9 september meldden diverse media dat ze weer at en voorzichtig aan de beterende hand was, hoewel ze volgens haar echtgenoot nooit meer volledig zou kunnen herstellen.
Begin 2011 werd bekendgemaakt dat Gábor gangreen had aan haar rechterbeen, en dat een deel hiervan geamputeerd moest worden. Op zaterdag 15 januari 2011 is haar been daadwerkelijk geamputeerd tot boven de knie. Op 30 januari 2011 werd bekendgemaakt dat haar artsen haar opgaven. Ze zou het ziekbed niet meer verlaten.
Op 29 maart wordt ze opgenomen vanwege het overgeven van bloed. Op 18 mei 2011 moest Gábor wederom met spoed worden geopereerd nadat er hevige bloedingen waren opgetreden aan de sonde die in haar maag was geplaatst om voeding toe te kunnen dienen. Tijdens deze operatie raakte Gábor in een coma, waaruit zij twee dagen later weer ontwaakte.
Hoewel haar gezondheid nog altijd fragiel was, vierden Gábor en Frédéric Prinz von Anhalt in de zomer van 2011 hun 25-jarig huwelijksjubileum. In 2015 overleed haar 68-jarige dochter Francesca aan een beroerte, maar Zsa Zsa heeft dit nooit geweten. Enkele dagen na haar 99e verjaardag in 2016 werd zij met stevige ademhalingsproblemen opgenomen in het ziekenhuis, waar een infectie werd geconstateerd. Ze moest eigenlijk geopereerd worden, maar was daar te zwak voor. Zij overleed op 18 december 2016 aan de gevolgen van een hartaanval. Ze werd begraven in Westwood Village Memorial Park Cemetery.